# Syndrom včelí královny

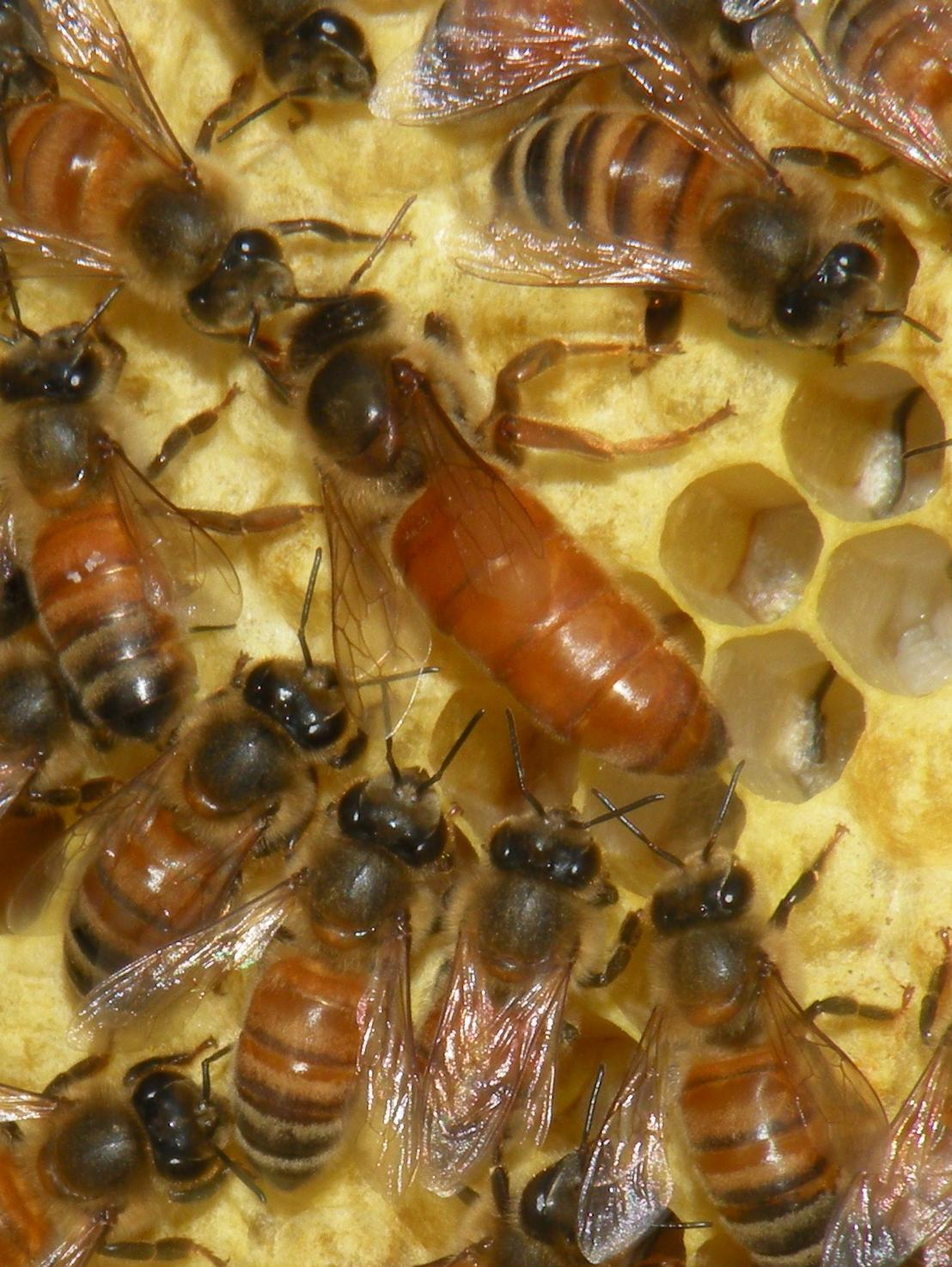
Včelí královna, podle níž se syndrom jmenuje

Syndrom včelí královny je psychologický termín popisující fenomén chování žen v autoritativních pozicích, které se chovají k podřízeným ženám hůře nebo přísněji než k podřízeným mužům. Podobná definice, popisuje včelí královnu jako kariérně úspěšnou ženu, která odmítá pomoci dalším ženám, aby byly také úspěšné. Termín poprvé definoval G. L. Staines, T. E. Jayaratne, a C. Tavrisová v roce 1973. Fenomén byl zdokumentován v několika studiích.

## Charakteristika
Chování se může projevovat různými způsoby. Může jít o bossing, diskriminaci nebo tzv. „aktivní nepodporování“, které se vyznačuje nesdílením informací, přidělováním neadekvátně obtížných úkolů nebo preferencí mužů při mentorování.
Důvodem tohoto chování může být nepřejícnost ženy, která se musela vypracovat v kariérním postupu, a proto nechce dalším ženám jejich postup usnadňovat, protože jí samotné také nebylo nic usnadněno. Dalším motivem může být pocit nadřazenosti ženy, která se vypracovala do převážně muži dominovaného prostředí a cítí se býti nadřazena ženám na nižších pozicích, které jsou často stereotypně vykreslovány jako „slepičí kolektivy“. Někdy jde také o opakování již zažitého vzorce chování z předchozích zkušeností nebo obava, aby nebyla vyhodnocena jako slabý leader.
Včelí královna na pracovišti může mít negativní a destruktivní vliv na celý pracovní kolektiv. Důsledkem zvýšeného stresu na pracovišti může být ztráta motivace, rezignace na pracovní postup nebo opomenutí potencionálně významného talentu. Případně mohou ženy pod vedením včelí královny, stejný vzorec chování opakovat.
Za prototyp včelí královny bývá považována Margaret Thatcherová, přezdívaná Železná lady, která ačkoli se sama vypracovala do čela britské vlády, jiným ženám v cestě kariérního růstu nepomáhala.
Syndrom včelí královny je často spojován s filmy Protivný sprostý holky (2004) a Ďábel nosí Pradu (2006).